# Playa de Aramal
La playa de Aramal se encuentra ubicada junto a la población de Pechón, en el municipio de Val de San Vicente, en la Comunidad Autónoma de Cantabria, España. Se encuentra al oeste de la Comunidad, bañada por el Mar Cantábrico. Es de pequeñas dimensiones y tiene muy poca gente por lo complicado de su acceso.

## Situación
Se puede acceder por carretera desde la nacional  N-634 , a la altura de Pesués, donde una desviación por la carretera comarcal  CA-380  hacia Pechón nos acerca a esta playa, siendo el tramo final un camino sin asfaltar. La autovía del Cantábrico  A-8  /  E-70 , en su salida de Unquera, también permite acceder a este arenal.

### Acceso
Los vehículos pueden estacionar a unos 300 metros en una explanada habilitada para ello. Para acceder a la playa hay que ir por una senda con un fuerte desnivel y de complicado acceso.

## Equipamientos
La playa carece de vigilancia. El acceso a pie es difícil, no apto para minusválidos. No tiene ningún otro tipo de equipamiento.

## Características
Este arenal está compuesto de arena fina y dorada. Sus dimensiones son de 100 metros de largo y 25 de ancho. Las aguas son tranquilas, aptas para su uso. Se pueden practicar deportes acuáticos y en la arena.